# Мілк Морінага
Мілк Морінаґа (яп. 森永 みるく Морінаґа Міруку) — японська манґака, що працює в жанрі юрі. Роботи Мілк Морінаґи виходять в журналах Yuri Shimai, Comic Yuri Hime, Comic Hot Milk, які присвячені юрі-тематиці.

## Роботи
Манґа
- Nikurashii Anata e (2000—2009)
- Study After School (2001—2003)
- Milk Shell (2002—2007)
- Mare (2003—2006)
- Kuchibiru Tameiki Sakurairo (2005—2012)
- Подружки (2006—2010)
- Himitsu no Recipe (2011—2013)
- Gakuen Police (2012—2014)
- Ohimesama Series  (з 2012)

Інше
- Marine Rouge (яп. マリンルージュ) — гра для Windows 98. Морінаґа була художником.